# Rosa Maria Peris Cervera
Rosa Maria Peris Cervera   (Benaguasil, 25 de febrer de 1969) és una advocada i política valenciana. Llicenciada en dret per la Universitat de València, exercí durant sis anys com a advocada laboralista.
Ha estat regidora de l'Ajuntament de Benaguasil pel PSPV-PSOE i diputada per la província de València a les eleccions generals espanyoles de 2000, on ha estat portaveu de la Comissió Mixta per a la Unió Europea.
De 2004 a 2009 fou nomenada presidenta de l'Institut de la Dona estatal. L'abril de 2012, en el IX Congrés del PSPV-PSOE fou escollida membre de la Comissió Executiva i Secretaria d'Igualtat del partit.
En 2014 va ser coordinadora de l'equip de Ximo Puig a la campanya de primàries.
A les eleccions a les Corts Valencianes de maig de 2015 va ocupar el lloc 5 a la llista de València del PSPV-PSOE i fou elegida diputada, càrrec que va renovar en les eleccions del 2023 com a número 11 de la llista.
També forma part de la corporació municipal de Benaguasil pel PSPV-PSOE.
Al 2018 fou nomenada membre del Consell Assessor de Radiotelevisió Espanyola a la Comunitat Valenciana.